# Loch Katrine
Loch Katrine je sladkovodní jezero ve správní oblasti Stirling ve Skotsku. Leží severně od Glasgow v tektonické dolině. Slouží jako rezervoár pitné vody pro Glasgow, kam je dopravována asi čtyřicetikilometrovým vodním systémem, jehož stavba byla zahájena v roce 1855 a byl otevřen v roce 1859.